# Artashumara
 (septembre 2024).
Si vous disposez d'ouvrages ou d'articles de référence ou si vous connaissez des sites web de qualité traitant du thème abordé ici, merci de compléter l'article en donnant les références utiles à sa vérifiabilité et en les liant à la section « Notes et références ».
Artashumara est un roi du Mitanni, c. 1385-1380. Il succède à son père Shuttarna II, mais il ne règne que peu de temps : il est assassiné par un certain UD-hi. C'est le point de départ d'une querelle dynastique qui va mener le Mitanni vers sa chute.